# Bacchisa assamensis
Bacchisa assamensis är en skalbaggsart som beskrevs av Stefan von Breuning 1956. Bacchisa assamensis ingår i släktet Bacchisa och familjen långhorningar. Inga underarter finns listade.